# Двойна звезда (мисия)
Вижте пояснителната страница за други значения на Двойна звезда.
Двойна звезда е изкуствен спътник базиран на космическа мисия спонсорирана от Европейската космическа агенция и Китайско национално космическо управление. Това е първата космическа мисия изстреляна от Китай, която цели да изследва Земната магнитосфера.

## Преглед
Изстреляни са два спътника, като и двата са проектирани, конструирани, изстреляни и ръководени от Китай. Първият от двата спътника (познат като Тан Це-1 или ТС-1) е изстрелян на 29 декември 2003 в 19:06 UT. Втория (ТС-2) е изстрелян 25 юли 2004 в 07:05 UT.
Първият спътник след като престава да функционира е изгорен при обратното навлизане в атмосферата на 14 октомври 2007.